# Claudia Cobizev
Claudia Cobizev (n. 13 martie 1905, Chișinău – d. 28 aprilie 1995, Chișinău) a fost o pictoriță și sculptoriță din Republica Moldova.

## Biografie
Claudia Cobizev s-a născut la data de 13 martie 1905 în municipiul Chișinău. A făcut studii de sculptură la Școala de Arte din Chișinău, în atelierul lui Alexandru Plămădeală (1926-1931), apoi la Academia Regală de Arte din Bruxelles, în atelierul lui V. Rousseau și Rimbaud din Bruxelles (1931-1934) și la Academia de Arte din București (1934-1936). A lucrat profesoară la Școala de Arte Plastice din Chișinău (1945-1952).
Pentru activitatea sa artistică, i s-au conferit titlurile de Om Emerit al Artei din RSSM (1960) și de Artist Plastic al Poporului din RSSM (1965), fiind laureată a Premiului de Stat al RSSM (1968). A fost decorat cu Ordinul „Insigna de Onoare” (1947) și cu Ordinul „Drapelul Roșu de Muncă” (1957).
Sculptorița Claudia Cobizev a murit în anul 1995 în municipiul Chișinău.

## Expoziții

### Expoziții personale în Republică
- 1975 - Sculptură, Chișinău
- 1995 - "C. Cobizev - 90 de ani", Chișinău

### Expoziții colective în Republică
În perioada 1964-1985 participă la expozițiile organizate de Uniunea Artiștilor Plastici din Republica Moldova și de alte instituții de artă și cultură.

### Expoziții ale artiștilor plastici din Moldova în străinătate
- 1948 - "Femeia, viața și năzuințele sale", Paris, Franța
- 1970 - Moscova, Federația Rusă
- 1972 - Moscova, Federația Rusă
- 1975 - Moscova, Federația Rusă
- 1976 - «Slavă muncii», Moscova, Federația Rusă
- 1982 - Sculptură, Ulan-Bator, Mongolia
- 1983 - «Pământ și oameni», Moscova, Federația Rusă
- 1987 - Sofia, Bulgaria
- 2009 - "Bessarabia Moia", galeria Artmark, București

## Lucrări
- Cap de moldoveancă (1947), lemn, 40x22x28
- Tăietor de lemne din Rucăr (1961), gips, 62x72x36
- Țăranca din Câmpulung (1962), metal, 64x60x30
- Găgăuza /Fata din Ciadâr-Lunga (1962), metal, 58x39x36
- Argata (1962), bronz, 29x16x27
- Student (1965), metal, 40x34x25
- Relief decorativ "Recolta" (1971), aramă, 88x84
- Aurica (1977), aramă, 56x30x32
- Compoziție sculpturală "Femeile din Tatarbunar" (din 3 piese), 1980, metal, 1) 58x26x17; 2) 54x20x20; 3) 60x32x18
- Stăpâna gliei (1981), metal, 83x22x21